# Министерство промышленности и технологий Турции
Министерство промышленности и технологий Турции (тур. Sanayi ve Teknoloji Bakanlığı) — центральный исполнительный орган Турецкой Республики, осуществляющий государственную политику в сфере промышленности и технологий.

## Инициативы и проекты
В рамках национальной климатической стратегии Турция планирует достичь пикового уровня выбросов углерода к 2038 году и обеспечить углеродную нейтральность к 2053 году.
В 2024 году была опубликована книга «Великие проекты Республики», содержащая информацию о крупных инвестиционных инициативах Турции в сферах транспорта, здравоохранения, энергетики, оборонной промышленности и технологий.

## Министры
- Мустафа Варанк (10 июля 2018 — 3 июня 2023)
- Мехмет Фатих Каджыр (с 3 июня 2023)